# Aulonocara stuartgranti
Espèce
Synonymes
- Aulonocara stuartgranti Meyer & Riehl, 1985[1]

Statut de conservation UICN

 LC  : Préoccupation mineure
Aulonocara stuartgranti est une espèce de poisson d'eau douce de la famille des cichlidae endémique du lac Malawi en Afrique. Le nom de l'espèce a été donné en l'honneur de Stuart Grant, exportateur installé au Malawi, sur les rives du lac. Cette espèce est communément appelé "Chisawasawa" (Nyanja, Malawi), "Nyamugarara" (Tumbuka, Malawi) ou encore "Flavescent peacock" (eng) également utilisé en France.

## Variétés géographiques
Aulonocara stuartgranti possède de nombreuses variétés géographiques. En effet, suivant l'endroit du lac Malawi elle est pêchée, des variations de coloration et de caractéristiques méristiques sont observées. Des spécimens sont tout bleus d'autres avec de la pigmentation rouge ou jaunâtre à presque totalement jaune ou rougeâtre. Ses variétés géographiques sont nommées de leur nom binominal Aulonocara stuartgranti suivi de leur localité de pèche, notamment :
- Aulonocara stuartgranti "Chesese"[4]
- Aulonocara stuartgranti "Chilumba"[4] - (bleu à bande rouge)
- Aulonocara stuartgranti "Chitimba"[4] - Aulonocara stuartgranti "Chitimba Bay (Maisoni)"
- Aulonocara stuartgranti "Cobue"[4]
- Aulonocara stuartgranti "Fort Mc Guire"[4]
- Aulonocara stuartgranti "Maisoni"[4]
- Aulonocara stuartgranti "Maleri"[4] - Aulonocara sp. "stuartgranti maleri"[5] - (tout jaune)
- Aulonocara sp. "stuartgranti maleri Chitseko"
- Aulonocara stuartgranti "Maulana"[4]
- Aulonocara koningsi "Mbenji"[4]
- Aulonocara stuartgranti "Mdoka"[4]
- Aulonocara stuartgranti "Mkondowe"[4]
- Aulonocara stuartgranti "Nakatenga"[4]
- Aulonocara stuartgranti "Sanga"[4]
- Aulonocara stuartgranti "Usisya"[4] - (jaune à tête bleue)
- Aulonocara stuartgranti "Ngara"[6],[7],[8],[9]
- Aulonocara stuartgranti "Chizi Point"[2],[10]

Et un certain nombre d'autres encore. Les femelles divergent également et parfois de façon infime.

## Taille
Cette espèce mesure adulte une taille maximale avoisinant les 11,8 centimètres, parfois un peu plus en aquarium pour les plus vieux spécimens. Les femelles restent plus petites.

## Dimorphisme
Les sexes de cette espèce de cichlidae sont comme beaucoup, très simplement différenciables. En effet, les mâles sont nettement plus colorés et de plus grande taille. Les femelles sont plus petites et possèdent un fond de coloration terne, brun, gris, argenté.

## Reproduction
Cette espèce est incubatrice buccale maternelle, les femelles gardent les œufs, larves et tout jeunes alevins environ 3 semaines, protégés dans leur gueule (sans manger ou en filtrant très légèrement les micro-détritus). Les mâles peuvent se montrer très insistants dès les premières maturités sexuelles des femelles, il est préférable de maintenir cette espèce en groupes de plusieurs individus, de manière à diviser l'agressivité d'un mâle dominant sur plusieurs individus.

## Alimentation
Une alimentation à base de vers rouges ou vers de vase est fortement déconseillée.

## Maintenance
Comme la plupart des espèces de poissons du lac Malawi une température comprise en 22 °C et 26 °C est nécessaire pour une bonne maintenance.

## Statut IUCN
Cette espèce de cichlidae est classée Préoccupation mineure (LC) sur la liste rouge des espèces menacées IUCN du fait de sa zone de répartition relativement grande dans le lac Malawi, localisée semble-t-il dans tout le pourtour du lac.

## Croisement, hybridation, sélection
Il est impératif de maintenir cette espèce et le genre Aulonocara seul ou en compagnie d'autres espèces, d'autres genres, mais de provenance similaire (lac Malawi). toutes les femelles du genre étant très semblables. Le commerce aquariophile a également vu apparaitre un grand nombre de spécimens provenant d'Asie notamment et aux couleurs des plus farfelues ou albinos. En raison de la sélection, hybridation et autres procédés chimiques et barbares de laboratoires.

## Source (externe)
- cichlidsforum.fr :
- cichlidsforum.fr2 :